# Aeroportul Van Ferit Melen
Aeroportul Van Ferit Melen (IATA: VAN, ICAO: LTCI) este un aeroport din İpekyolu⁠(d), Provincia Van, Turcia ce deservește zona Van. Aeroportul a fost tranzitat în 2022 de 1.296.467 de pasageri. A fost deschis în 1943 și numit după zona deservită.
Situat la o altitudine de 1.670 m, aeroportul dispune de o singură pistă. Este operat de General Directorate of State Airports (Turkey)⁠(d).